# Terras de pisão

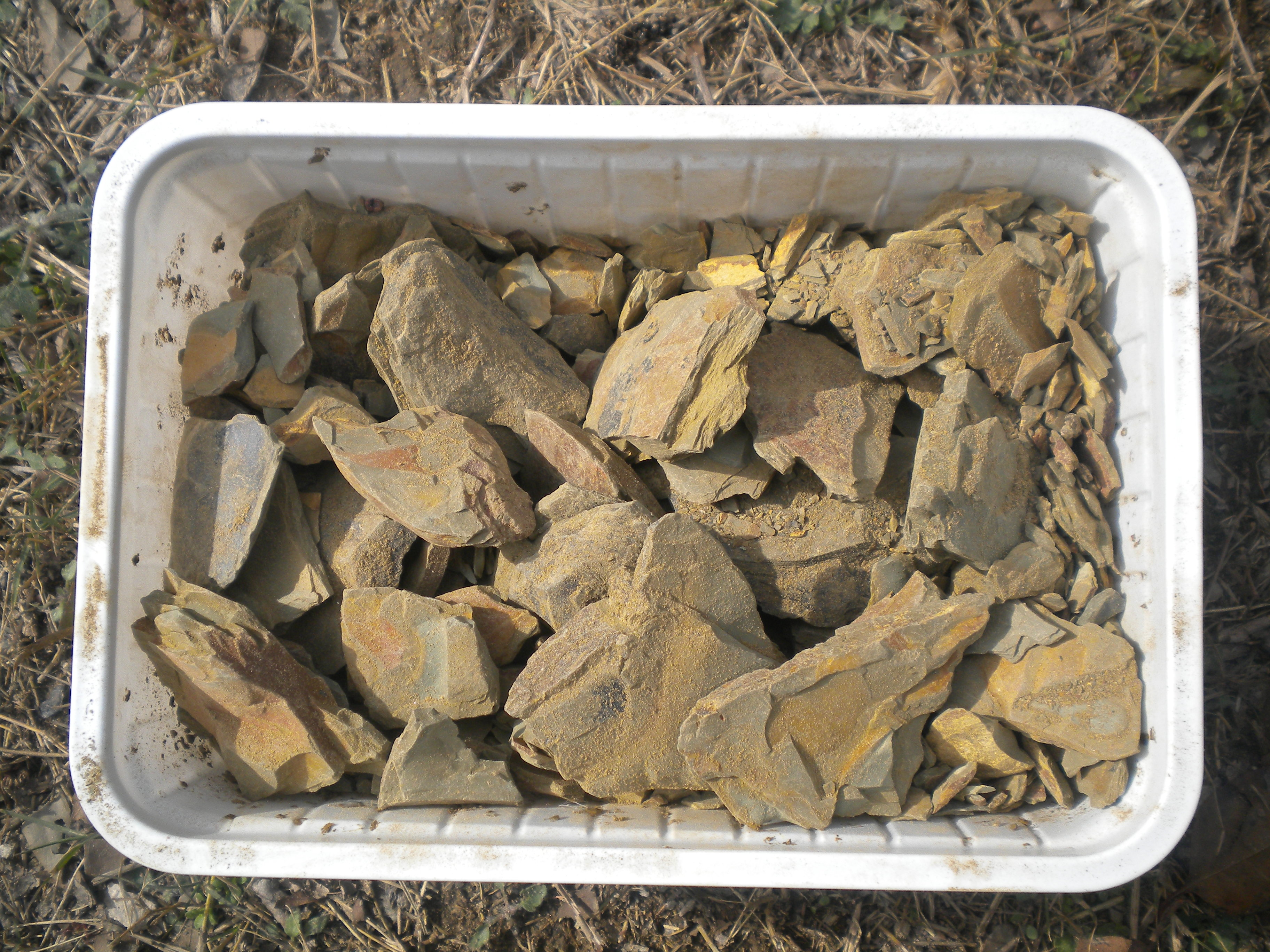
Pedaços secos de argilas esméticas (terra de apisoar ou terra de fuller).

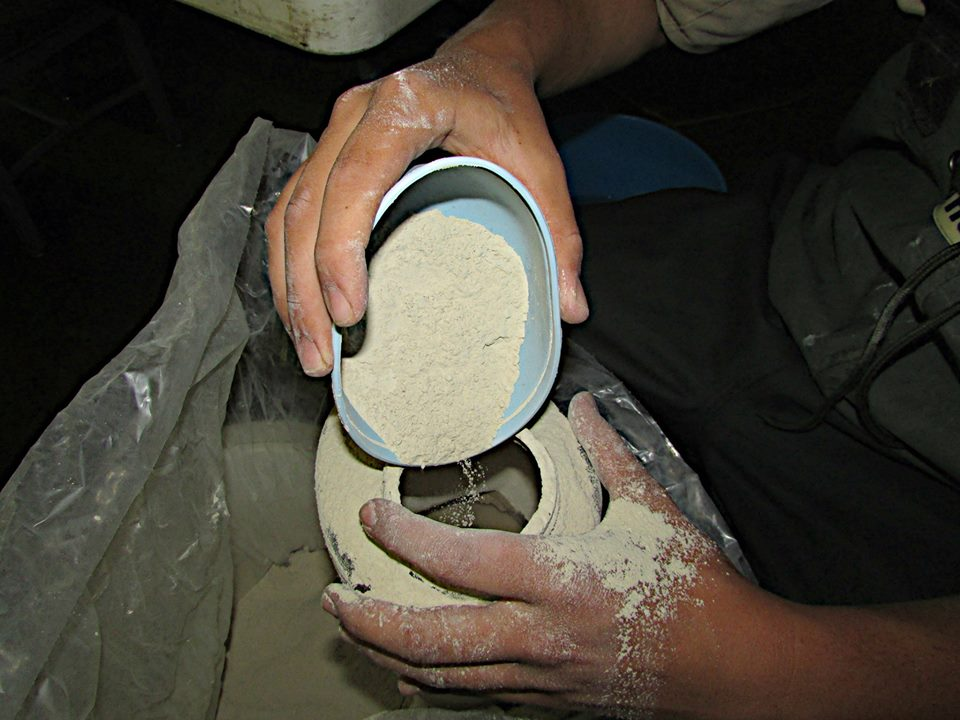
Argila esmética pulverizada (fuller's earth) para uso industrial.

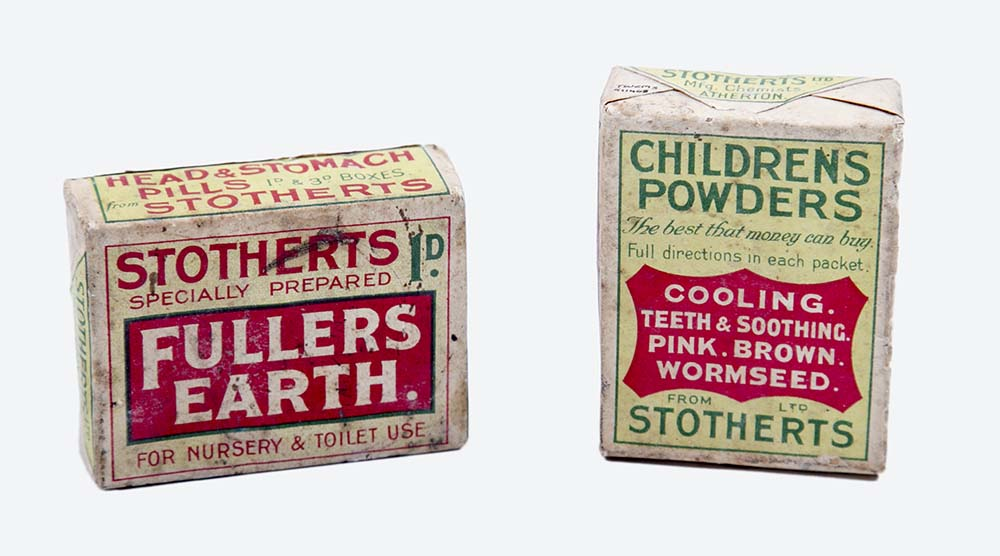
Caixa de argila esmética (fuller's earth; terras de fuller) para uso medicinal (circa 1915).

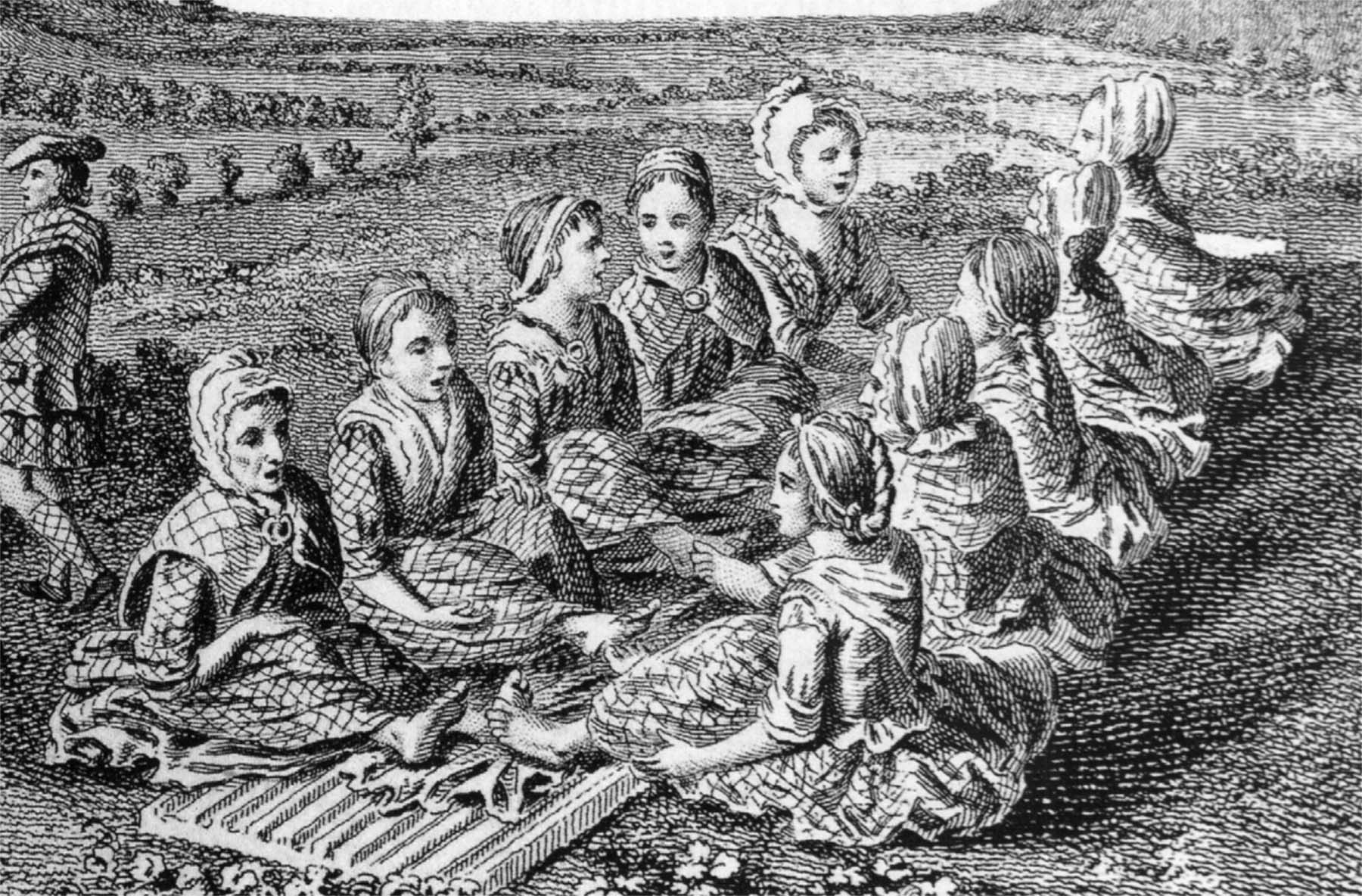
Mulheres a apisoar tecido com os pés (Escócia, c. 1770).

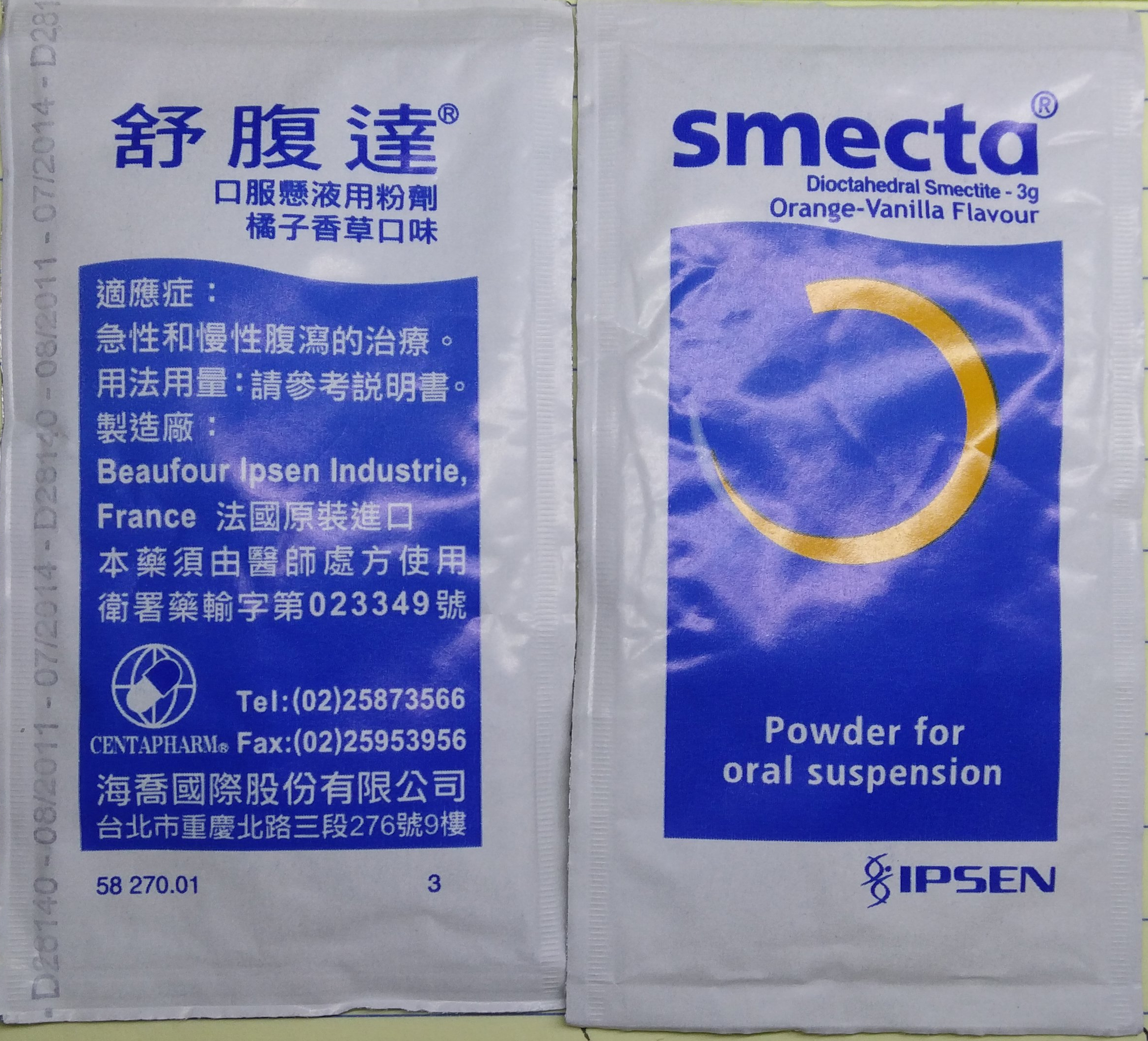
舒腹達 (Smecta), medicamento à base de diosmectite, uma smectite dioctaédrica usada como anti-diarreico.

Terras de pisão (também conhecida por argila esmética, argila branqueadora ou, mais raramente, terra de fuller) é uma mistura de limo e argilas intumescentes, com destaque para as smectites, a bentonite e outros filossilicatos, que com água formam uma lama pegajosa com propriedades de lubrificação, limpeza e desengorduramento sem necessidade de detergentes. Estas terras são utilizadas desde a Antiguidade Clássica Europeia para impregnar e limpar lãs, linhos e outros têxteis por batimento mecânico em água, numa operação conhecida por apisoamento. Os usos modernos do produto incluem a produção de absorventes de óleos, graxa e resíduos de animais (caixas de areia e similares) e como excipiente e aglomerante para pesticidas e fertilizantes. Usos menores incluem filtragem, clarificação e descoloração, o uso como ingrediente ativo e inativo em produtos de beleza e como material de enchimento em tintas, rebocos, adesivos e produtos farmacêuticos.

## Descrição
A argila esmética é um material que tem a capacidade de absorver e descolorir óleos e outros líquidos sem o uso de tratamento químico agressivo. Tipicamente contém smectites, palygorskite (attapulgite) ou bentonite. Com uso desde a Antiguidade, continua a ser utilizado numa grande diversidade de processos, incluindo processos industriais.

### Etimologia
A operação de apisoar os tecidos era feita com os pés (literalmente pisada), ou à mão usando paus ou utensílios como marretas em pisões. Com o advento da Revolução Industrial, o pisoar passou a ser feito por moinhos de água equipados com um sistema de martelos movidos por energia hidráulica, surgindo os pisões mecânicos. Desse uso veio a designação de «terra de apisoar».
O nome argila esmética, agora o mais comum, deriva do grego clássico smêktikos, σμηκτικός, significando adequado para limpar, branquear, esfregar ou lubrificar.
A designação de «terra de fuller» é uma tradução semi-literal do inglês «fuller's earth», por sua vez derivado do francês «terre des fouleurs» (terra dos pisadores), do latim fullo, os trabalhadores da fullonica, o local na Roma Antiga onde se pisoavam os têxteis. Esta termo, numa tradução quase fonética, deu fuller's earth. O produto tem sido por vezes comercializado nos países lusófonos como «terra de fuller» ou «terra de Fuller», neste último caso como se «fuller» fosse um nome próprio e não uma corruptela de «pisador» por via do francês «fouleurs». Na terminologia aduaneira da União Europeia o produto é designado por terras de pisão.

### Ocorrência e composição
As argilas esméticas comerciais consistem principalmente de silicatos de alumínio hidratados (minerais de argila) de composição variável. Os componentes cmais omuns são a montmorilonite, a caulinite, as smectites e a atapulgite. Pequenas quantidades de outros minerais podem estar presentes, incluindo calcite, dolomite e quartzo. Em algumas casos, o material consiste maioritariamente em bentonite cálcica, um produto da alteração de cinza vulcânica, composto principalmente por montmorilonite.
Os Estados Unidos são o maior produtor destas argilas, com uma participação mundial de quase 70%, seguido à distância pelo Japão e México. Nos Estados Unidos, a terra de fuller é tipicamente derivada de depósitos de cinzas vulcânicas de idade Cretácica e mais jovens (argilas glaciais não formam argilas esméticas). Depósitos destas argilas foram extraídos em 24 dos estados que formam os Estados Unidos. A primeira descoberta de um depósito economicamente interessante destas argilas nos Estados Unidos foi perto de Quincy, Flórida, em 1893; anteriormente era importado da Inglaterra. Em 1939, as minas perto de Quincy produziam metade da produção dos Estados Unidos.
No Reino Unido, argilas esméticas ocorrem principalmente na Inglaterra. Foi extraído no Grupo Lower Greensand e no White Horse Valley, Oxfordshire. A mina Combe Hay, ao sul de Bath, Somerset, operou até 1979. Outros locais a sul de Bath incluem Frome, Lonsdale, Englishcombe, Tucking Mill e Duncorn Hill. Embora esses locais tenham sido usados desde os tempos romanos, William Smith desenvolveu novos métodos para a identificação de depósitos destas argilas ao sul de Bath. Outros produtores ingleses de relevo foram uma mina em Redhill, Surrey, que operou até 2000, e outra em Woburn, Bedfordshire, onde a produção cessou em 2004.
Na Europa Central, a partir do século XIX, foram explorados industrialmente depósitos destas argilas perto de Weilburg, Aachen e Roßwein, bem como na Silésia e Estíria.
A nível global, os EUA contribuíram com a maior parte dos volumes globais de mineração em 2019 e 2020. A tabela a seguir fornece uma visão geral.
| País           | 2019                    | 2020      |
| -------------- | ----------------------- | --------- |
|                | (em toneladas métricas) |           |
| Grécia         | 37.000                  | 34.000    |
| Índia          | 6.000                   | 730.000   |
| México         | 110.000                 | 110.000   |
| Senegal        | 117.000                 | 117.000   |
| Espanha        | 626.000                 | 590.000   |
| Turquia        | 20.000                  | 60.000    |
| Estados Unidos | 1.920.000               | 1.980.000 |
| Outros países  | 344.000                 | 313.000   |
| Total          | 3.180.000               | 3.930.000 |

Colinas, falésias e encostas com elevados teores destas argilas podem ser instáveis, uma vez que este material pode ser tixotrópico quando saturado por fortes chuvas.

## Usos
Além de seu uso original no apisoar de fibras, a argila esmética é agora utilizada em várias indústrias. As aplicações mais importantes fazem aproveitamento das propriedades absorventes naturais dos minerais de argila em produtos comercializados como absorventes ou filtros. Os principais usos presentes destes materiais são os seguintes:
- Indústria farmacêutica e tratamento para envenenamentos — argila esmética pode ser ingerida como medicamento anti-diarreico, como excipiente de medicamentos e para adsorver produtos venenosos que estejam presentes no trato digestivo. Mesmo considerando o risco da eventual presença de salmonela, na ausência de argila medicinal, por vezes é ministrada argila esmética industrial, ou mesmo solo rico em argila. O teor de argila do solo pode salvar a vida de uma pessoa exposta ao paraquato, por exemplo, já que o paraquato e produtos similares são adsorvidos pelas argilas e facilmente decompostos.[16]
- Indústria alimentar — as argilas esméticas são utilizadas na indústria alimentar para afinamento de vinhos, mostos e sumos, para estabilizar a cerveja e para purificar sumo e xarope de açúcar. Uma das utilizações mais importantes é como agente adsorvente na refinação de óleos alimentares (descoloração, purificação e estabilização).[17] Podem também ser usadas como aglutinante para gorduras ou óleos em água.
- Indústria do papel e da impressão — estas argilas usadas como pigmento e como revelador de cor na indústria de papel.
- Agente de separação e limpeza — em processos industriais de separação de misturas, as argilas sãos adicionada a 90°C para separar corantes, hidroperóxidos ou metais pesados. A operação é geralmente é feito em combinação com a filtragem com carvão ativado.
- Indústria têxtil — na produção de têxteis, especialmente durante o enchimento de feltros para promover a feltragem das fibras do tecido.
- Descontaminação — argila esmética é usada em operações de descontaminação de roupas e equipamentos de militares e socorristas envolvidos em operações NBQR (riscos nucleares, biológicos, químicos e radiológicos) contaminados com agentes químicos, nucleares ou biológicos.[18]
- Agente de limpeza — no subcontinente indiano, as argilas esméticas, regionalmente conhecidas por multani mitti, têm sido usado para limpar mármores. Como um bom absorvente, remove poeiras, sujidade, impurezas e manchas da superfície e repõe o brilho do mármore polido. Foi usado inúmeras vezes para limpar o Taj Mahal, Índia.[19]
- Caixa de areia —desde o final da década de 1940, a terra de fuller (argilas esméticas) têm sido usada em caixa de areia para gatos.[20]
- Cosmetologia e dermatologia — as mesmas propriedades que tornam as argilas esméticas eficazes na remoção de óleos, sujidade e impurezas da lã também são eficazes no cabelo e na pele humanos.
- Indústria cinematográfica — argilas esméticas têm sido usadas extensivamente por muitos anos na produção de filmes para uma variedade de aplicações. Na área dos efeitos especiais, são usados em efeitos pirotécnicos e nuvens de poeira, porque se espalha mais longe e mais alto do que a maioria dos solos naturais, resultando numa explosão que parece maior e é mais segura do que o solo de ocorrência natural, caso o jato da explosão atinja os atores. Foi usado na sequência do tornado em O Mágico de Oz quando o tornado artificial abriu caminho em direção à casa da fazenda.[21] Estas argilas também são amplamente usadas para maquilhagem, adereços, guarda-roupas e decoração de cena, porque é considerada uma sujidade limpa, mais segura para uso perto das pessoas e fácil de limpar. No entanto, têm sido apresentadas preocupações com a saúde devido aos efeitos desse uso.[22] As  argilas esméticas, geralmente sob a designação comercial de terra de fuller, estão disponíveis em pequenas quantidades em fornecedores de maquilhagem para uso quando seja necessário fazer o rosto ou o corpo parecerem sujos. São usadas por técnicos de adereços para fazer os móveis terem aparência de empoeirados. Os guarda-roupas usam um pequeno saco de pano de malha solta cheio deste material para aplicação sobre roupa dos atores para fazê-la parecer empoeirada. Os cenógrafos usam terra de fuller comercial para transformar ruas pavimentadas em estradas de terra, para criar um rastro de poeira de um veículo em movimento sobre uma estrada de terra ou para indicar um rato de veículo em terreno não pisoteado.